# Gülsüm Güleçyüz
Gülsüm Güleçyüz (Çorum, 16 de novembre de 1993) és una jugadora d'handbol turca. Actualment juga al Muratpaşa Belediyespor d'Antalya i també a la selecció nacional femenina de Turquia.